# Änkarpagölen
Änkarpagölen är en sjö i Eksjö kommun i Småland och ingår i Emåns huvudavrinningsområde. Sjöns area är 0,032 kvadratkilometer och den befinner sig 212 meter över havet.